# Aerogem Aviation
Aerogem Aviation is een Ghanese luchtvrachtmaatschappij met haar thuisbasis in Accra. Vanuit Accra worden vrachtvluchten uitgevoerd in Afrika met een gehuurde B-737F terwijl de eigen B-707F chartervluchten uitvoert vanuit Sharjah in de Verenigde Arabische Emiraten.

## Geschiedenis
Aerogem Aviation is opgericht in 2002 als Aerogem Cargo. In 2004 werd de naam gewijzigd.

## Vloot
De vloot van Aerogem Aviation bestaat uit:(mei 2007)
- 1 Boeing B0707-320C